# Пеги Уеб
Пеги Уеб (на английски: Peggy Webb) е плодовита американска колумнистка и писателка на бестселъри в жанра любовен роман и романтичен трилър. Пише и под псевдонимите Анна Майкълс (на английски: Anna Michaels) и Илейн Хъси (на английски: Elaine Hussey).

## Биография и творчество
Пеги Илейн Хъси Уеб е родена на 8 февруари 1942 г. в Муревил, Мисисипи, САЩ. Има две сестри. Израства в окръг Лий, Мисисипи. Още от дете обича да пише малки разкази. Получава получава бакалавърска степен (с отличие) от Университет за жени на Мисисипи в Кълъмбъс и магистърска степен (с пълно отличие) по изобразително изкуство от Университета на Мисисипи в Оксфорд през 1985 г.
След гимназията се омъжва за собственик на сондажна фирма. Той е бил и секретар на държавната организация за търговия, отговорен за публикуването на бюлетина ѝ. Пеги му помага за издаването като пише хумористична колона. В края на 60-те нейните колони се появяват и в други специализирани издания на организацията („The Water Well Journal“ и „Ground Water Age“) в над 200 публикации.
През 1984 г., по време на дипломирането си, пише първия си роман „Birds of a Feather“. Той е отхвърлен от издателя „Bantam“ и върнат за преработване поради хумористичния си стил. Вторият ѝ роман е приет и „Taming Maggie“ (Укротяването на Маги) е публикуван през 1985 г. Той става бестселър и дава старт на писателската ѝ кариера. След него е публикуван и „Birds of a Feather“, който също става бестселър и се счита за първия истински комедиен любовен роман.
Произведенията на писателката често са в списъците на бестселърите. Те са преведени на 17 езика и са издадени в над 10 милиона екземпляра по света.
Писателката е и преподавател и професор по творческо писане в Университета на Мисисипи в Тупело и Старквил. Автор е и на многобройни блус-песни.
Пеги Уеб живее със семейството си в Тупело, Мисисипи.

## Произведения

### Като Пеги Уеб

#### Самостоятелни романи
- Taming Maggie (1985)
- Birds of a Feather (1985)
- Tarnished Armor (1986)
- Двойствен живот, Duplicity (1986)
- Scamp of Saltillo (1986)
- Disturbing the Peace (1987)
- The Joy Bus (1987)
- Summer Jazz (1987)
- Private Lives (1987)
- When Joanna Smiles (1989)
- A Gift for Tenderness (1989)
- Valley of Fire (1990)
- Harvey's Missing (1990)
- Until Morning Comes (1990)
- Venus De Molly (1990)
- Saturday Mornings (1990)
- Beloved Stranger (1991)
- That Jones Girl (1991)
- Tiger Lady (1991)
- The Secret Life of Elizabeth McCade (1991)
- Докоснат от ангели, Touched by Angels (1992)
- Angel at Large (1992)
- 13 Royal Street (1992)
- The Edge of Paradise (1992)
- Where Dolphins Go (1993)
- A Prince for Jenny (1993)
- Witch Dance (1994)
- Only His Touch (1994)
- From a Distance (1995)
- Indiscreet (1996)
- Naughty and Nice (1996)
- The Nearness of You (1997)
- Bringing Up Baxter (1997)
- Angels on Zebras (1997)
- Night of the Dragon (1998)
- Only Yesterday (1998)
- Summer Hawk (2000)
- Gray Wolf's Woman (2000)
- Standing Bear's Surrender (2001)
- Invitation to a Wedding (2001)
- Driving Me Crazy (2006) – номиниран за награда „Пулицър“
- Flying Lessons (2006)
- Confessions of a Not-So-Dead Libido (2006)
- Late Bloomers (2007)
- The Secret Goddess Code (2007)
- Phantom of Riverside Park (2014)
- The Language of Silence (2014)

#### Серия „Делтата на Донован“ (Donovan's of the Delta)
1. Donovan's Angel (1986)
2. Sleepless Nights (1988)
3. Hallie's Destiny (1988)
4. Any Thursday (1989)
5. Higher Than Eagles (1989)

#### Серия „Уестморландски дневници“ (Westmoreland Diaries)
1. The Smile of an Angel (2001)
2. Bittersweet Passion (2002)
3. Force of Nature (2002)

#### Серия „Лисиците“ (Foxes)
1. The Accidental Princess (2003)
2. The Mona Lucy (2003)
3. The Christmas Feast (2003)

#### Серия „Южните братовчеди“ (Southern Cousins)
1. Elvis and the Dearly Departed (2008)
2. Elvis and the Grateful Dead (2009)
3. Elvis and the Memphis Mambo Murders (2010)
4. Elvis and the Tropical Double Trouble (2011)
5. Elvis and the Blue Christmas Corpse (2012)
6. Elvis and the Bridegroom Stiffs (2014)

- Jack Loves Callie Tender (2013)

#### Серия „Хрониките на Девиците Дикси“ (Dixie Virgin Chronicles)
1. Belinda (2013)
2. Janet (2013)
3. Molly (2013)
4. Bea (2013)
5. Clementine (2013)
6. Joanna (2013)
7. Catherine (2013)

#### Участие в общи серии с други писатели

##### Серия „Скъпоценни истории“ (Treasured Tales)
- Dark Fire (1992)
- Can't Stop Loving You (1995)

от серията има още 20 романа от различни автори

##### Серия „Мъже: Произведено в Америка 2“ (Men: Made in America 2)
24. Warrior's Embrace (2000)
от серията има още 49 романа от различни автори

#### Новели
- Christmas in Time (2011)

#### Сборници
- Коледна магия, Silhouette Christmas Stories, 1991 (1991) – с Филис Халдърсън, Нейъми Хортън и Хедър Греъм Позесъри
- Summer Surrender (2004) – с Морийн Чайлд
- Like Mother, Like Daughter (But in a Good Way) (2007) – с Дженифър Грийн и Нанси Робъртс Томпсън
- Men Made In America Mega-Bundle 2 (2007) – с Анет Броадрик, Бетани Кембъл, Алисън Лий, Ан Макалистър и Ингрид Уивър
- Hard to Resist (2010) – с Жан Брашиър
- Dangerous Desires (2013) – с Ригън Блак, Кати Кармайкъл, Вики Хензъл, С. Дж. Лион, В. Р. Маркс и Дебра Уеб
- Christmas Heroes (2013) – с Ригън Блак, Кати Кармайкъл, Рита Херон и Вики Хензъл

### Като Анна Майкълс

#### Самостоятелни романи
- The Tender Mercy of Roses (2011)

### Като Илейн Хъси

#### Самостоятелни романи
- The Sweetest Hallelujah (2013)
- The Oleander Sisters (2014)